# Pseudotocepheus neonominatus
Pseudotocepheus neonominatus är en kvalsterart som beskrevs av Subías 2004. Pseudotocepheus neonominatus ingår i släktet Pseudotocepheus och familjen Tetracondylidae. Inga underarter finns listade i Catalogue of Life.